# 존스액트
존스액트(영어: Jones Act)는 1920년에 제정된 미국의 법률(Merchant Marine Act of 1920)의 제27조를 지칭한다. 미국 내에서 선박수송시 운항되는 선박은 미국내 소재 또는 미국민이 소유하거나 운영하는 항구나 시설 등을 이용하여야 한다는 강제규정이다. 타 국가의 선박에 대한 차별성으로 WTO 일반이사회 등에서 많은 논란이 제기된 바 있지만 국가 안보에 해당한다는 이유로 예외조항이 됐다.
한미FTA 협상에서 김종훈 수석대표는 쌀개방을 요구하려면 존스액트를 폐지하라고 하여, 미국으로부터 쌀개방을 막아냈다.
2025년 코네티컷 주 하원은 존스법 개정을 요구하는 위원회 결의안을 통과시켰습니다.

## 운항권 제한
운항권 제한을 뜻하는 영단어 'Cabotage'는, 본래 연안 무역을 뜻하는 선박 용어이다. 현대에 들어서 근해 연안선박과 항공기 및 철로 등의 운행권을 자국선에만 한정하는 것으로 의미가 확대됐다. 대다수의 국가들이 국가안보 및 자국 산업 보호를 이유로 운항권 제한을 활용하고 있다. 애덤 스미스는 국부론 2장에서, '국가적 차원에서 일부 산업은 보호가 필요한데 그러한 차원에서 국내 산업을 증진하기 위해 외부 자본에 대해 어느 정도의 제약을 두어야 한다'고 말했다.

## 같이 보기
- 항해법